# Los Sauces (Chile)
Los Sauces (spanisch „Die Weiden“) ist eine Kommune und Stadt im sogenannten „kleinen Süden“ des Anden-Staates Chile. Sie liegt im Norden der IX. Region (Araucanía), in der Provinz Malleco. Geografisch gesehen liegt die Gemeinde östlich des Küstengebirges (von den Mapuche Nahuelbuta genannt) und wird vom Rehue Fluss durchquert.

## Geschichte
Die Stadt wurde auf einer alten Festung errichtet, die 1874 gegründet und als „Juan Colipí de Los Sauces“ benannt wurde, da diese Gebiete früher unter der Kontrolle des Mapuche-Kazikes Colipí standen. Die Zentralregierung von Federico Errázuriz Zañartu in Santiago ermächtigte den damaligen Oberst der chilenischen Armee, Basilio Urrutia, die Festung zu errichten, um die Sicherheit und territoriale Kontrolle in der Region, neben der Unterstützung der Militäreinheiten der Nachbarstädte Lumaco und Purén, zu erhöhen. Für diese anfängliche Aufgabe war die Festung mit 200 Soldaten und zwei Artilleriegeschützen des Regiments Angol ausgerüstet.
Für die Stadtentwicklung kamen in den letzten Jahren des 19. Jahrhunderts und zu Beginn des 20. Jahrhunderts Gruppen europäischer Einwanderer (hauptsächlich Schweizer und Deutsche) sowie andere Bürger aus anderen Teilen Chiles (sogenannte „Criollos“) nach Los Sauces. Die flache Oberfläche des Landes, auf dem sich die Stadt befindet, erleichterte die Entwicklung der Landwirtschaft im 20. Jahrhundert in einer Region, die als „Getreidespeicher Chiles“ bezeichnet wurde. Es wurden auch Mühlen angelegt, um den geernteten Weizen in großem Stil vor Ort zu verarbeiten. Darüber hinaus war der Bahnhof Los Sauces ein wichtiger Verbindungspunkt für die Eisenbahn in der Region, sowohl für den Transport von Passagieren als auch für Fracht in den Rest des Landes. Die strategische Lage zwischen den Städten Angol und Traiguén sowie die Anbindung an den Hafen von Lebu in der Provinz Arauco haben die Bedeutung der Stadt damals weiter gefördert.
Aufgrund der Nähe zur Provinzhauptstadt und der bevölkerungsreichsten Stadt der Provinz, Angol (30 Kilometer entfernt), ist die Gemeinde heute für viele Studenten und Arbeiter eine „Schlafstadt“ geworden. Außerdem wurde die Gemeinde als „Landeshauptstadt der Wein-Rose“ – wegen der Ernte und Produktion von Produkten mit den Früchten dieses Busches – anerkannt.

## Persönlichkeiten
- Constantino Mohor (1934–2018), Fußballspieler